# Russell Henry Chittenden
Pour les articles homonymes, voir Chittenden.
Russell Henry Chittenden (New Haven, Connecticut, 18 février 1856 - New Haven, 26 décembre 1943) est un biochimiste américain. Souvent surnommé « le père de la biochimie américaine », il fut un spécialiste de la chimie de la nutrition et l'un des fondateurs de la Physiological Society of America.
Chittenden étudia à l'Université Yale et l'Université de Heidelberg. Il fut professeur de chimie à Yale de 1882 à 1922, chargé de cours à l'Université Columbia et membre de l'United States National Research Council.
Sa maison (Russell Henry Chittenden House) de New Haven est un National Historic Landmark.

## Sources
- (en) G.R. C., 1944. Russell Henry Chittenden, February 18, 1856 - December 26, 1943. An appreciation. J. Nutr., 28 (1), 2-6. Article
- (en) Lewis, H.B., 1944. Russell Henry Chittenden, (1856 - 1943). The Journal of Biological Chemistry, 153 (2), 339-342. Article
- (en) Vickery, H.B., 1944. Russell Henry Chittenden, 1856 - 1943. National Academy of Sciences, Biographical Memoirs, 24, 59-104. Article